# A Fool There Was
A Fool There Was é um curta-metragem mudo norte-americano de 1914, do gênero comédia, dirigido por Frank Griffin e estrelado por Oliver Hardy. O título foi mudado para She Wanted a Car, após o lançamento do filme em 1915, protagonizado por Theda Bara, também intitulado A Fool There Was (en).

## Elenco
- Jerold T. Hevener - George
- Mabel Paige - Bess
- Frank Griffin - O motorista (as Frank C. Griffin)
- Oliver Hardy - Policial de trânsito (as Babe Hardy)